# Shaohao
Shaohao (少昊), también conocido como Shao Hao, Jin Tian o Xuanxiao, era un legendario soberano chino que reinó alrededor de 2600 a. C. Shaohao es generalmente identificado como un hijo del Emperador Amarillo. Según algunas tradiciones (por ejemplo el Libro de Documentos, Clásico de historia), es miembro de los Cinco Emperadores.
La historicidad de Shaohao es polémica. La escuela de la antigüedad de la duda representada por Gu Jiegang postula que Shaohao fue agregado a la sucesión legendaria ortodoxa por Liu Xin como parte de una campaña política de revisiones a los textos antiguos alrededor del siglo I.

## Leyenda ortodoxa
La versión generalmente aceptada de su vida, cuya procedencia se puede rastrear fiablemente hasta la dinastía Han desde el siglo I d. C., postula que Shaohao es un hijo del Emperador Amarillo. Él era el líder del Dongyi, donde cambió su capital a Qufu, Shandong. Reinó durante ochenta y cuatro años, su sobrino Zhuanxu lo sucedió.
Según los registros anteriores del gran historiador, no había ningún emperador ( chino : 帝 ) entre el emperador amarillo y Zhuanxu; Sin embargo, Shaohao se menciona como una persona viviendo entre los dos que estaba preocupándose por un hijo deshonesto. Él es generalmente identificado como Xuanxiao (玄 囂), el hijo mayor del Emperador Amarillo encontrado antes en el texto. Eso identificaría al hijo deshonesto como Jiaoji (蟜 極), el único descendiente conocido de Xuanxiao, que también fue pasado por alto como emperador. El hijo de Jiaoji, Ku, y los nietos ( Zhi y Yao ) sí se convirtieron en emperadores.
La tumba de Shaohao, probablemente construida durante la dinastía Song, está tradicionalmente ubicada en la actual localidad de Jiuxian ("antigua prefectura"), en las afueras orientales de Qufu. El recinto de la tumba también incluye un monumento piramidal llamado Shou Qiu, que según la leyenda fue el lugar de nacimiento del Emperador Amarillo.

## Leyenda con origen alternativo
Una leyenda diferente postula que Shaohao no era el hijo del Emperador Amarillo. Esta leyenda dice que su madre, una diosa tejedor, era una hermosa hada llamada Huang'e que se enamoró del planeta Venus mientras navegaba a lo largo de la Vía Láctea . Los dos disfrutaron muchas noches íntimas juntos en su balsa y crearon un hijo. Ella pronto dio a luz a Shaohao, quien creció hasta convertirse en un apuesto joven con un gran potencial. Su tío abuelo, el Emperador Amarillo , quedó tan impresionado con él que lo nombró dios de los Cielos Occidentales.
El mito dice que Shaohao creó un reino en las cinco montañas del Paraíso oriental que estaba habitado por diferentes tipos de pájaros. Como el gobernante de esta tierra burocrática, capturó la identidad de un buitre. Otras aves trabajaban debajo de él, como un fénix como su Lord Canciller, un halcón que delegó la ley, y una paloma que estaba a cargo de la educación. Eligió las cuatro estaciones del año para vigilar las aves restantes.
Aunque su reino fue exitoso durante muchos años, regresó al oeste y dejó su reino de las aves a su hijo Chong. Con un hijo diferente, Ru Shou, hizo su hogar en la montaña Changliu, donde podía gobernar sobre los Cielos del Oeste. En unión como padre e hijo, fueron responsables de la configuración diaria del sol. Además, se cree que Shaohao introdujo a China en el laúd de cuerdas de veinticinco.